# Kozelník
Kozelník és un poble i municipi d'Eslovàquia que es troba a la regió de Banská Bystrica.

## Història
La primera menció escrita de la vila es remunta al 1518.

## Demografia
| Godina             | 1994 | 2004   | 2014    | 2024   |
| ------------------ | ---- | ------ | ------- | ------ |
| Nombre de persones | 213  | 205    | 177     | 174    |
| Diferència         |      | −3,75% | −13,65% | −1,69% |

| Godina             | 2023 | 2024   |
| ------------------ | ---- | ------ |
| Nombre de persones | 167  | 174    |
| Diferència         |      | +4,19% |